# Praon humulaphidis
Praon humulaphidis är en stekelart som beskrevs av William Harris Ashmead 1889. Praon humulaphidis ingår i släktet Praon och familjen bracksteklar. Inga underarter finns listade i Catalogue of Life.